# Batalla de Cinoscèfales (364 aC)
|  | Per a altres significats, vegeu «Batalla de Cinoscèfales». |

La batalla de Cinoscèfales que es va desenvolupar en un lloc anomenat Cinoscèfales (en grec antic Κυνὸς κεφαλαί "Kynós Kephalai", literalment 'caps de gos') va ser una batalla ocorreguda l'any 364 aC entre les forces de Tebes manades per l'estrateg Pelòpides i l'exèrcit de Tessàlia dirigit per Alexandre de Feres. Pelòpides va morir en la lluita, però els tebans van guanyar la batalla.
L'any següent, el general tebà Epaminondes va venjar la mort de Pelòpides amb una gran victòria sobre Alexandre de Feres.